# Visbeker Bräutigam

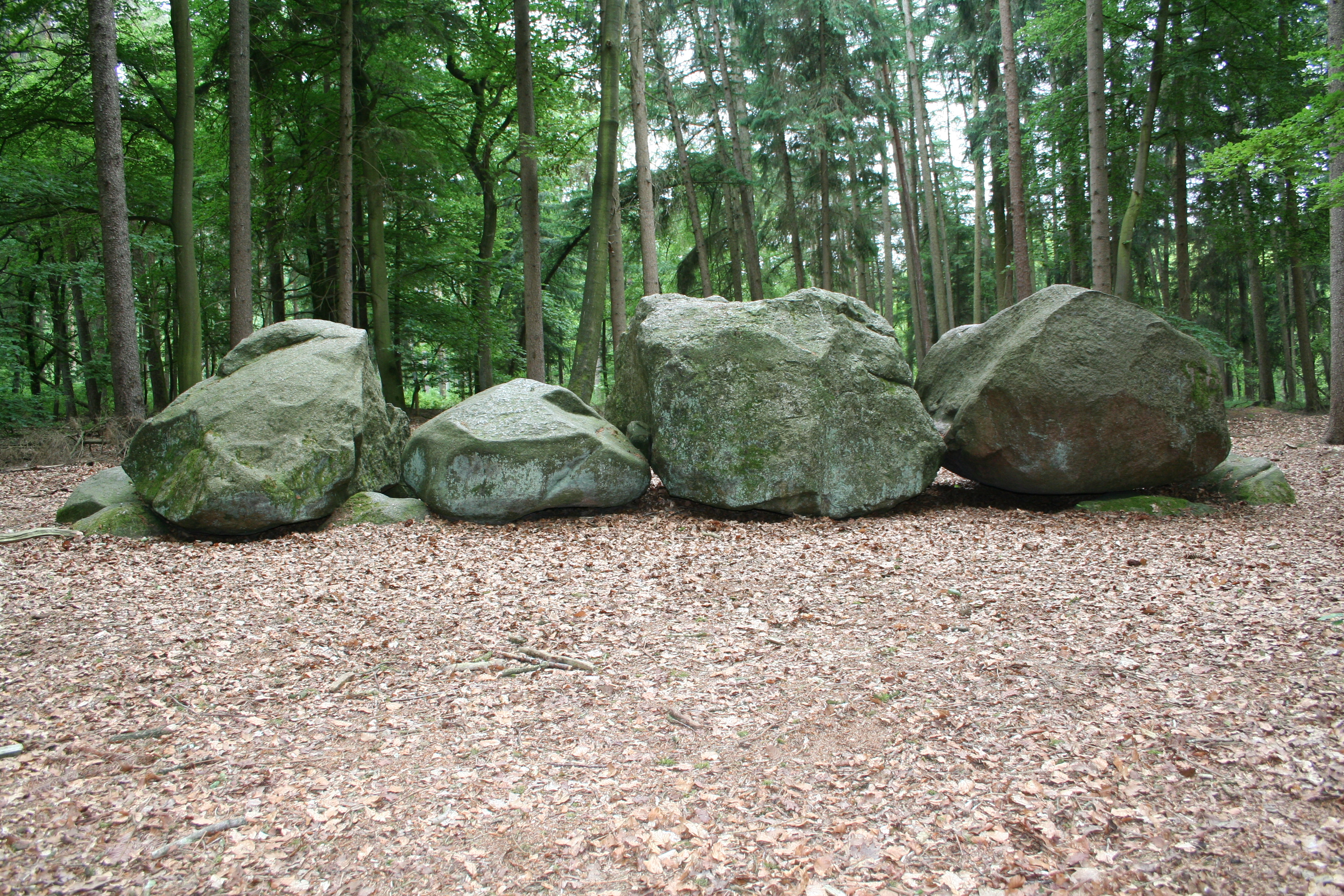
Großsteingrab Brautwagen (2012)

Der Visbeker Bräutigam – Sprockhoff-Nrn. 934–938 – ist ein Ensemble von Großsteingräbern an der Straße der Megalithkultur und liegt in der Gemeinde Großenkneten im niedersächsischen Landkreis Oldenburg.

## Lage und Beschreibung
Das größte dieser Gräber – mit der Sprockhoff-Nr. 936 – befindet sich zusammen mit den anderen Gräbern dieser Gruppe nahe dem Einzelgehöft und Landgasthof Engelmannsbäke, in einem Mischwald nördlich des sandgeprägten Tieflandbachs Aue, der in diesem Bereich gleichfalls Engelmannsbäke genannt wird, unweit der Visbeker Bauerschaft Endel, in unmittelbarer Nähe zur Visbeker Gemeindegrenze.
Das Hünengrab ist mit seiner Umfassung (dem sogenannten Hünenbett) 104 Meter lang und 8 – 9 Meter breit. Es gehört damit zu den größten Anlagen in Deutschland. Von den ursprünglich etwa 170 Steinen der Umfassung sind 130 noch vorhanden. Die Anlage ist ein Bauwerk der Nordischen Megalitharchitektur und ist in Ost-West-Richtung und damit auf den Sonnenauf- und –untergang zur Sommersonnenwende ausgerichtet. Die Grabkammer liegt im Westen des Hünenbetts. Sie weist fünf Decksteine auf und ist etwa 10 Meter lang. Die Tragsteine stecken wahrscheinlich noch tief im Boden. Die etwas erhöhte Lage des gesamten Großsteingrabes weist noch darauf hin, dass das Innere des Hünenbettes einmal mit Erde aufgefüllt war und so einen langgestreckten Hügel bildete. Die Anlage stammt aus der Zeit der jungsteinzeitlichen Trichterbecherkultur (ca. 3400 – 2800 v. Chr.).
In unmittelbarer Nähe befinden sich vier weitere Großsteingräber: die Sprockhoff-Nummern 934, 935, 937 und 938 (Brautwagen) sowie – jenseits, also südlich der Aue – der Heidenopfertisch (Sprockhoff-Nr. 974).
Der Brautwagen ist eine ursprünglich in einem in Resten noch erhaltenen Erdhügel gelegene und vollständig erhaltene Grabkammer (Innenmaße 7,20 × 1,50 m) mit 11 Trag- und 4 Decksteinen.
Das Gegenstück zum Visbeker Bräutigam – das Großsteingrab Visbeker Braut – findet sich in etwa vier Kilometern ostnordöstlicher Entfernung.
Visbeker Braut und Bräutigam ist auch der Name einer Sage, die in der Ahlhorner Heide zwischen Visbek und Wildeshausen spielt.